# Dancing with Tears in My Eyes
Dancing with Tears in My Eyes är den brittiska new Romanticgruppen Ultravox's andra singel från albumet Lament. Den skrevs av medlemmarna i Ultravox: Midge Ure, Chris Cross, Warren Cann och Billy Currie. Dancing with Tears in My Eyes låg på englandslistan i elva veckor, och nådde som bäst en tredje placering i juni 1984.
Låten handlar om den allmänna rädslan för kärnkraften, och vad som kunde hända om det blev en härdsmälta. Efter olyckan i Harrisburg var folk mer medvetna om farorna. Midge Ure har i flera intervjuer sagt att han var inspirerad av filmen På stranden, en film han sett som barn och aldrig kunnat släppa, när han skrev texten. Texten handlar om vad han själv skulle göra om han visste att slutet var nära, det inte fanns någonstans att fly och ingenting att göra: Han skulle vara med sina närmaste och dansa till sin favoritmusik med tårar i ögonen.
I musikvideon springer Midge Ure genom en panikslagen stad efter att larmet om en härdsmälta kommit. Kärnkraftverket exploderar, och en hemmagjord film med Ure, hans fru (spelad av Diana Weston), och deras son avslutar videon.
I Sverige är den, tillsammans med Vienna, Ultravox's mest kända låt. Den finns med på soundtracket till Tjenare Kungen.
Artister som gjort covers på låten är bl.a. The Poodles, Avantasia och Velvet.[källa behövs]

## Låtlista

### 7" versionen
1. "Dancing with Tears in My Eyes" - 4:10
2. "Building" - 3:11

### 12" versionen
1. "Dancing with Tears in My Eyes (Special Re-Mix)" - 10:00
2. "Building" - 3:11
3. "Dancing with Tears in My Eyes" - 4:10